# 高地清洗
高地清洗（英語：Highland Clearance，意為「高地清洗」；蘇格蘭蓋爾語： [ˈfuət̪ɪçən nəŋ ˈɡɛː.əl̪ˠ]，意為「蓋爾人驅逐」）是蘇格蘭歷史上發生的大量佃农從高地和群岛被驅逐的事件，事件主要發生在1750年至1860年間。
在清洗的第一階段，受到地主追求收入增加（許多地主負債嚴重，而破產在當時起到了重要作用）的推動，苏格兰农业革命興起，進而導致了清洗。其中，圈地導致以小块土地占有制管理的敞田和共享牧場被佔據。尤其是在該地區的北部和西部，它們大多被付租能力更高的大規模畜牧业代替，而流離失所的佃農在新開墾的小農場（crofting）社區續租，為漁業、採石業或海帶產業打工。他們的地位從普通農民降至小農場佃農（crofter），這是該變化引致仇恨的原因之一。:212
第二階段（自約1815-1820年至1850年）與第一階段的小農場社區人滿為患有關，他們因饑荒、行業破產（如海帶貿易）、人口持續增長等原因，失去了賴以生存的手段。這段時期內，「輔助過渡」（assisted passages）相當普遍，即領主為他們的佃戶支付車馬費以讓他們遷走。實際上，被選中的佃戶除了遷走外別無選擇。高地馬鈴薯饑荒在這段時間後期爆發，給該過程帶來了更大的緊迫性。
高地的農業向來是邊緣化的，在清洗前已饑饉連連。:47–48然而，在18世紀和19世紀初，其人口水平仍穩定增長。幾乎整個清洗過程中，其人口一直在持續增長，並在1851年達到約300,000人的高峰。:400遷出移民是清洗前和過程中的高地歷史的一部分，並在其後達到了最高水平。:2在清洗的第一階段，遷出可以視為是他們反抗領主的社会工程令其身份喪失的一種形式。:9:173
驅逐佃戶違反了原則，即氏族成員擁有在氏族領地中租用土地的不可剝奪的權利。蘇格蘭法律從未承認這一點。它逐漸被氏族首領放棄，他們開始認為自己只是在商言商的業主，而非族長——該過程可能始於1609年《爱奥那章程》（Statutes of Iona）。而氏族成员繼續依靠。立場的不同必然導致不滿。:35–36, 39, 60, 300領主的行動各不相同。有些人確實儘可能推遲或減少強制搬遷，通常是出於財務成本考量。薩瑟蘭伯爵夫人（Countess of Sutherland）真誠地認為，她的計劃對那些小棚戶社區中重新定居的人是有利的，並且不明白為什麼佃戶會抱怨。一些領主對被驅逐的佃戶完全不關心。
歷史學家與平民對高地清洗的看法之间存在很大差異。

## 定義
「高地清洗」中「清洗（Clearances）」一詞的定義值得商榷。 在高地清洗的過程中，該說法並不常用。直到1840年代，土地領主、其代理人和其他莊園從業者都傾向於用「搬遷（removal）」一詞指驅逐佃戶。 但是，到1843年，「清洗」一詞已通用作描述高地領主行為，且帶貶義。其用法是模稜兩可的，因為對於某些人而言，它的意思僅限於一次性使大量人口從一處轉移走，但對另一些人，租期滿後將一個佃戶驅逐即可稱為「清洗」。埃里克·理查茲（Eric Richards）指出，其目前的用法很廣泛，可表示任何「高地領主遷走居住者（甚至綿羊）」的行為。他補充說，該詞可用於大型和小型驅逐，包括自願或強迫搬遷以及涉及附近移民或重新安置的事件。:6-8汤姆·迪瓦恩也認為「清洗」在現在的含義比在19世紀更廣泛了。:12

## 經濟和社會背景

### 農業革命
高地清洗的第一阶段是苏格兰农业革命的一部分，但发生的时间比苏格兰低地地区的清洗要晚。总体而言，苏格兰农业的现代化要比英格兰和欧洲大部分地区的现代化快得多。工业革命不断发展的城市对食品的需求增加。土地被视作能满足这一需求的资产、获利的来源，而不再是为其常住人口提供支持的要素。:38:117-121

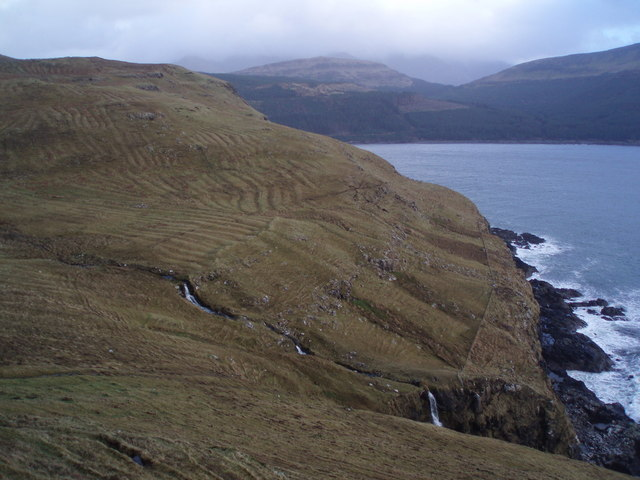
斯凯岛的艾诺特海湾（Loch Eynort）附近因小块土地占有制留下的條帶

高地農業現代化前，該地區農業經營的基礎是小块土地占有制（run rig）耕地和公地放牧。依照此制度進行農作的人住在镇區（英語：township(s)，蘇格蘭蓋爾語：[單]  / [複] ）。在小块土地占有制下，敞田分为相等的部分，每年重新分配一次给每个占有者，然后每个占有者单独耕作。由于个人对土地没有租赁或所有权，人们几乎没有动力对其进行改善（例如引入排水或輪作制度）。在公共放牧的情况下，个人所有者也无法提高其牲畜品质。:27封闭公地和run rig农场是一种改进方法。更为普遍的是，土地使用方面发生了较大变化：用大规模的绵羊养殖代替了混合耕种（其中牛提供了经济作物）。 这涉及将人口驱逐、转移至同庄园内的小农场（croft）、高地的其他土地上，或苏格兰的工业城市，乃至其他国家。普遍的看法是，管理这些羊群的牧羊人来自高地以外。这一说法过度简化了事实，因为1780年代开始的绵羊交易中已有讲盖尔语的包租人和赶牲畜的人。当薩瑟蘭的清洗过程中引入绵羊时，萨瑟兰德人接管了一半以上的租约。:105-106

### 氏族
自从中世纪早期起源以来，氏族便是高地的主要社会单位。:26他由家族首领领导，家庭成员在其领导下担任职务。氏族制度为族人提供了保护和农业用地，族人则以服务和租金来支付报酬，早期主要以实物而非金钱来支付。必要时，服务也包括兵役。高地是法律和秩序不受苏格兰中央和地方政府维护的地区之一，因此需要领导强人的庇护。:33-36:55-98
氏族首领控制了农业用地，土地的分配通常是通過出租给包租戶（英語：tacksman），然後再由包租戶轉租給農民。其基本农业单位是鎮區，由多个家庭（4到20戶或更多）组成，这些家庭在小块土地占有制管理制度下耕作土地，并在公地上放牧牲畜。:22氏族为经营黑牛交易提供了有效的商业模式：士绅負責管理收集待售的牲畜，并与低地的牲畜交易商就本族出產牲畜的價格談判。出售牲畜所得抵销了個人生产者的租金。牲畜贸易的增长表明，清洗前的高地社会有能力适应和利用市场机会，這顯然不是一成不变的社会制度。:25
詹姆士六世是试图对高地实行控制的国王之一。在1603年成为英格兰的詹姆士一世后，他的军事实力使他能做到这一点。《爱奥那章程》控制了一些关键方面；它要求高地富人的继承人在低地接受教育，并要求氏族首领每年到访爱丁堡枢密院。这使高地社会的上层阶级要承担在爱丁堡的与其地位相应的生活费用。与低地的同行不同，他们高地的土地生产力较低，不能很好地融入货币经济。宗族领袖发放大笔资金担保，以求保证宗族的良好行为。总体而言，这减少了对氏族提供保护的需求，同时增加了氏族领袖的成本。完全拥护这一新管理制度的氏族首领将获赠规范化氏族土地所有权的宪章。这些因素的组合引发了氏族的消亡。随着氏族首领开始将自己视为地主而非其人民的族长，这一趋势日益明显。:37-46
自《爱奥纳章程》颁布以来，各种战争时不时地中断向地主所有制的转型，因为在短时间内召集一批战士的能力再次变得重要。因此，始于1638年的内战使军事方面的重要性大大增强。1660年，查尔斯二世的复辟带来了和平，但同时也增加了课税，重新引发了财务压力。反复的詹姆斯起义重新强化了氏族的军事，但是在库洛登（Culloden）失利使再战的意愿告一段落。整个苏格兰失去了可继承的辖区，突显了氏族首领角色的变化。:37-46

### 包租戶的消失
包租户（英語：tacksman，的成员，有时被称为“绅士”）从地主那里获得土地，拥有其租赁权，并将土地转租给较小户的承租人。:86他们往往与地主有或亲或疏的联系（尽管有时非常疏）。清洗前，他们充当了社会的中间阶层，在管理高地经济中发挥着重要作用。
他们是社会上首个感受到包括清洗在内的社会和经济变化产生的影响的部门，清洗中，地主将他们的权力限于转租，以便直接增加领主的租赁收入；简单的加租也被使用。这是包租户缓慢被淘汰的一个阶段；这种情况从1770年代开始加速发展，到了下个世纪，包租户在社会中仅占一小部分。汤姆·迪瓦恩认为这一阶层的人被迁出是古老的盖尔人社会之死的最清楚的例证之一。:34
许多人移民到美国，用埃里克·理查兹的话说，他们“经常在地主离开时给他们做鬼脸”。包租户和大农户的离开，不仅代表着资本从盖尔人的土地上逃走，而且还代表企业家精神的丧失。汤姆·迪瓦恩认为，包租户和中级租户农民代表了高地西部农民社区的经济支柱。迪瓦恩重申了玛丽安·麦克莱恩（Marianne McLean）的观点，即那些移民的人不拒绝参与商业经济。相反，他们拒绝改善给他们带来的地位损失。:173:208

## 清洗的階段
清洗的第一阶段主要发生在1760至1815年期间。但是，它始于1745年詹姆斯黨叛亂之前，其根源是阿盖尔公爵（Dukes of Argyll）决定对农场和镇区的土地单位（tack(s)，或）进行拍卖。这始于1710年代在琴泰半岛的Campbell地产，到了1737年之后蔓延到所有地产。
第一阶段的清洗打破了传统镇区，这是苏格兰盖尔人地区土地管理的基本要素。这些多人承租的农场通常由包租户来管理。为了替代该系统，可耕种的小农地（smallholding）或小农场（croft）建立了起来，租户可共享对公共放牧场。这个过程往往伴随着人们从内陆河谷和峡谷到沿海地区的移动，他们在海边从事诸如海带和渔业等工作。然后，他们以前的地产变成了大型的绵羊牧场。因此，该阶段的本质特点是搬迁而不是直接驱逐。
清洗的第二阶段始于1815-20年，一直持续到1850年代。其背景是战争时期工业的崩溃或萧条以及人口的持续增长。这些经济影响可透过当代商品价窥见：海带价格自1810年以来一直在下跌，在利物浦的市场价格于1823年为每長噸9英镑，但在1828年降至每长吨3英镑13先令4便士，是1823年价格的41%。羊毛价格在同一时期也下降到1818年价格的四分之一，黑牛的价格在1810年到1830年代之间几乎减少了一半。
在第二阶段，地主采取了更为严厉的政策，即驱逐人们离开自己的地产這個過程中，“辅助移民（assisted emigration）”愈演愈烈，即地主勾銷了拖欠的地租，并支付地产中“多余的”家庭去北美以及后来澳大利亚的生活费。在1846-55年的高地马铃薯饥荒期间，这一过程达到了高潮。:370–371:187-191

## 區域差異
普遍而言，高地的转型形成了两种不同类型的乡村经济。在该地区的南部和东部，土地被圈起来，出租给更少的租户，人均拥有的土地变多。这些较大的单位雇用农场工人和劳动者，也为普通佃农（cottar，以劳动力换取居住权的佃农）和小农场佃农（crofter）提供工作。这些劳动力包括旧制度下的前租户。除了大型的牧场，当时也有混合和可开垦的农场，这两种农场都需要劳力。1755年至1841年，南部和东部高地的人口仅略微增长，其原因包括人们迁移到交通条件更好的低地寻找工作，以及小土地租约相对缺乏。这使高地的这一部分的情况与低地清洗有一些相似之处。加上南部和东部高地的气候较好，更加多样化的农业体系为该地区带来了一定程度的繁荣。
赫布里底群岛和威廉堡以北的西部沿海地区的农业变化形成了不同的经济和社会结构。这一区域称为“小农场区域（crofting region）”；小农场社区成了这里的主导社会制度，土地被封闭圈起，多租户镇区的run rig管理模式被取代。这块土地的大部分被改用作大规模牧羊业与高地南部和东部的耕种和混合农场相比，这种模式提供的工作岗位很少。被挤出的小农场社区的人们主要流向了捕鱼和海带产业。最初，对于地主及其顾问而言，这似乎是一种理想的方式，能为那些在竞租中被挤出的人提供有利可图的就业机会。但随着时间流逝，小农场被进一步细分，使更多的佃户得以入住（但人均土地减少）。小农场社区的普通佃农（cottar）比例很高，他们对土地的权利最少，也没有正式租约登记其拥有的财产。由于土地被细分和人口往低地迁移的比率降低，人口增长迅速。当拿破崙戰爭结束后的几年，海带市场崩溃时，小农场模式的问题暴露出来：社区拥挤、种植维持生计的粮食的能力有限或完全没有，而且这时社区赖以生存的产业也没有了。该地是最依赖马铃薯的地区，因此受到了高地马铃薯饥荒的严重冲击。
1841年的人口普查显示，167,283人居住在小农场区域（crofting region，按照汤姆·迪瓦恩对该术语的定义），而高地南部和东部“农场（farming）”区域则有121,224人。:1-12

## 延伸閱讀
- Devine, T M (1994). Clanship to Crofters' War: The social transformation of the Scottish Highlands (2013 ed.). Manchester University Press. ISBN 978-0-7190-9076-9.
- Devine, T M (2018). The Scottish Clearances: A History of the Dispossessed, 1600–1900. London: Allen Lane. ISBN 978-0241304105
- Dodgshon, Robert A. (1998). From Chiefs to Landlords: Social and Economic Change in the Western Highlands and Islands, c.1493–1820. Edinburgh: Edinburgh University Press. ISBN 0 7486 1034 0
- Hunter, James (2000). The Making of the Crofting Community, John Donald Publishers Ltd; 2nd Revised edition. ISBN 978 1 84158 853 7 (Originally published in 1976, the 2000 edition has a preface that modifies some of the thinking in the main text of the book.)
- Macinnes, Allan I. (1996). Clanship, Commerce and the House of Stewart, 1603–1788. East Linton: Tuckwell Press. ISBN 1 898410 43 7
- Macleod, Donald, Gloomy Memories, 1857 (A first-hand account of Sutherland clearances. Macleod should be read with caution as he frequently employed hyperbole for passionate emphasis.)
- Prebble, John (1963) The Highland Clearances, Secker & Warburg. ISBN 978 0140028379 (This is the seminal work that brought the subject to modern attention. Later historical work corrects and challenges many points in this book.)
- Richards, Eric (2000). The Highland Clearances: People, Landlords and Rural Turmoil, Birlinn Books. ISBN 978 1 78027 165 1